# 1757 w polityce

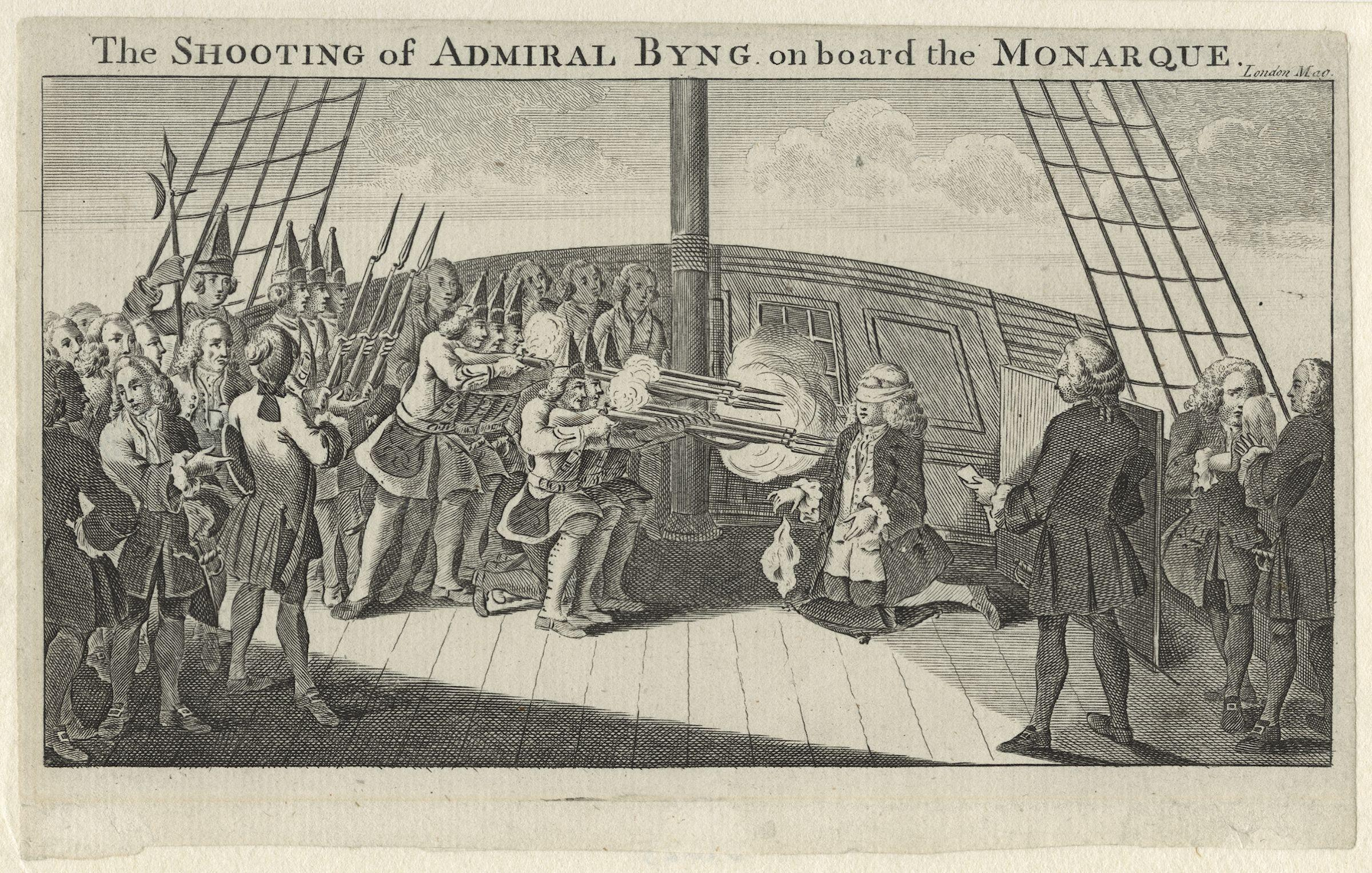
Egzekucja Admirała Johna Bynga

Wydarzenia polityczne w 1757 roku.

## Wydarzenia
• 23 czerwca - wojna siedmioletnia: brytyjskie wojska kolonialne pod dowództwem płk. Roberta Clive’a pokonały hindusko-francuską armię Siradża ud-daula w bitwie pod Plassey, na skutek czego Bengal popadł w zależność od brytyjskiej Kompanii Wschodnioindyjskiej.

## Zmarli
- John Byng, brytyjski admirał, rozstrzelany (urodzony w 1704)[3].